# Mikołaj Żółkiewski (zm. 1596)
Mikołaj Żółkiewski herbu Lubicz (zm. w 1596 roku) – podkomorzy lwowski w latach 1583–1596, chorąży lwowski w latach 1581–1582, starosta medycki w 1583 roku.
W czasie elekcji 1587 roku głosował najpierw na Piasta, potem na Zygmunta Wazę. Poseł na sejm pacyfikacyjny 1589 roku z ziemi lwowskiej. W 1589 roku był sygnatariuszem ratyfikacji traktatu bytomsko-będzińskiego na sejmie pacyfikacyjnym.